# ألبرت غالاتين
أبراهام ألفونس ألبرت غالاتين (بالفرنسية: Albert Gallatin) (29 يناير 1761 - 12 أغسطس 1849) هو سياسي ودبلوماسي ولغوي وعالم أجناس أمريكي من أصل سويسري. وكان أحد زعماء الحزب الديمقراطي الجمهوري، وعمل في مختلف المناصب الانتخابية والتعيينات الفدرالية على مدى أربعة عقود. وقد مثل بنسلفانيا في مجلس الشيوخ مجلس النواب ومجلس النواب قبل أن يصبح وزير الخزانة ويكون صاحب أطول فترة في هذا المنصب، وعمل أيضا كدبلوماسي رفيع المستوى.
ولد غالاتين في مدينة جنيف السويسرية، وهاجر إلى الولايات المتحدة في ثمانينيات القرن السابع عشر، واستقر في غرب بنسلفانيا. عمل كمندوب في المؤتمر الدستوري في بنسلفانيا 1789 وفاز بالانتخابات للجمعية العامة بنسلفانيا. كان غالاتين معارضا لسياسات ألكسندر هاميلتون الاقتصادية، وانتخب لمجلس الشيوخ الأمريكي في عام 1793. ومع ذلك، تمت إزاحته من منصبه في تصويت داخل الحزب بعد احتجاج خصومه على أنه لم يستوفي شرط التسع سنوات المطلوب لنيل الجنسية. عاد غالاتين إلى بنسلفانيا ساعد في تهدئة المزارعين الغاضبين خلال تمرد الويسكي.
عاد غالاتين إلى الكونجرس عام 1795 بعد فوزه في انتخابات مجلس النواب. وأصبح الناطق الرئيسي في الشؤون المالية للحزب الديمقراطي الجمهوري وقاد المعارضة للبرنامج الاقتصادي الفدرالي. وساعد أيضا في تأسيس لجنة المالية لمجلس النواب (وسميت لاحقا لجنة الطرق والوسائل) وكثيرا ما كان يتخذ حجب المال كوسيلة للتغلب على الإجراءات التنفيذية التي كان معترضا عليها. وكان إتقان غالاتين في عمله على المالية العامة هو ما أدى لاختياره وزيرا للخزانة من قبل الرئيس توماس جيفرسون، رغم هجوم الفيدراليين عليه لأنه كان «أجنبيا» ذا لهجة فرنسية. شغل غالاتين منصبه الوزاري من عام 1801 حتى فبراير 1814 وذلك في رئاستي جيفرسون وجيمس ماديسون. احتفظ غالاتين باغلب سياسات هاملتون المالية، رغم أنه أشرف أيضا على خفض الدين الوطني قبل حرب 1812. خدم غالاتين في اللجنة الأمريكية التي وافقت إلى معاهدة غنت التي أنهت حرب 1812. في أعقاب الحرب، ساعد على تأسيس البنك الثاني للولايات المتحدة.
رفض غالاتين العرض بتولي فترة أخرى في وزارة الخزانة، وعمل سفيرا في فرنسا في الفترة من 1816 إلى 1823، ولم ينجح كثيرا في تحسين العلاقات مع الحكومة خلال استعادة بوربون. تم ترشيح غالاتين لمنصب نائب الرئيس من قبل مؤتمر الكونغرس الديمقراطي الجمهوري في انتخابات عام 1824. لم يرغب غالاتين مطلقا في هذا المنصب وأحس بالإهانة عندما أجبر على الانسحاب من السباق لأنه لم ينل الدعم الشعبي. عمل بعدها سفيرا في بريطانيا في عام 1826 وتفاوض على عدة اتفاقيات، مثل تمديد عشر سنوات للاحتلال المشترك لأرض أوريغون. عاد غالاتين في السنة التالية واستقر في مدينة نيويورك، وساعد على تأسيس جامعة نيويورك. كما أصبح رئيسا لفرع البنك الوطني في مدينة نيويورك وجمعية غالاتين الاثنولوجية الأمريكية. درس غالاتين لغات الأمريكين الأصليين، وسمي بهذا «أب الإثنولوجيا الأمريكية».

## روابط خارجية
- ألبرت غالاتين على موقع الموسوعة البريطانية (الإنجليزية)
- ألبرت غالاتين على موقع إن إن دي بي (الإنجليزية)